# Tetraopidion venezuelanum
Tetraopidion venezuelanum är en skalbaggsart som beskrevs av Martins 1960. Tetraopidion venezuelanum ingår i släktet Tetraopidion och familjen långhorningar.
Artens utbredningsområde är Venezuela. Inga underarter finns listade i Catalogue of Life.